# Agnès de Savoie (1286-1322)
Pour les articles homonymes, voir Agnès de Savoie.
Agnès de Savoie, née en 1286 et décédée en 1322, est une aristocrate issue de la maison de Savoie, devenue comtesse de Genève par son mariage avec le futur comte Guillaume III de Genève.

## Biographie

### Origine
Agnès est le septième des huit enfants du comte de Savoie Amédée V et de Sibylle de Baugé,,. Elle est la sœur des futurs comtes Édouard (1284-1329), puis Aymon (1291-1343).

### Mariage
Dans un contexte de guerres gebenno-savoyardes, une alliance entre la maison de Genève et celle de Savoie est envisagée. Un contrat est signé le 31 août 1297, par lequel Agnès de Savoie épouse Guillaume, héritier du comté de Genève,. Ce dernier avait déjà été promis à sa sœur aînée en 1291. Guillaume devient comte sous le nom de Guillaume III, en 1308.
Leur fils Amédée naît le 29 mars 1311, selon une inscription figurant dans le livre d'heures d'Agnès. Le couple a aussi au moins deux filles, Marguerite et Yolande, qui épouse en 1348 Béraud II comte de Clermont.
Guillaume III meurt en 1320. Dans son testament, il laisse une rente à ses frères, sa mère, Agnès de Chalon, et à sa femme, sa dot ainsi que la vallée des Clets (Genevois) et le château de Charousse (haut-Faucigny).

### Mort et sépulture
Agnès de Savoie meurt le 4 octobre 1322, et est enterrée, en tant que membre de la maison de Savoie, dans l'abbaye d'Hautecombe.

## Livre d'heures
Un livre d'heures enluminé ayant été créé pour Agnès de Savoie est conservé à la Bibliothèque Vaticane, sous la cote Pal. lat. 538,,. Son calendrier contient notamment des inscriptions commémorant la naissance du futur Amédée III de Genève, fils d'Agnès (au 29 mars, pour l'année 1311) et la mort de son beau-père Amédée II de Genève (au 22 mai, pour l'année 1308).